# Зура Бараєва (Маршугова)
Зура Бараєва (справжні ім'я та прізвище — Марьям Маршугова) — командир жіночого загону ЗС ЧРІ, учасниця Другої російсько-чеченської війни, дружина (вдова) бригадного генерала ЧРІ Арбі Бараєва. Вбита під час операції зі звільнення заручників у Московському театрі на Дубровці у жовтні 2002 року, очолювала загін смертниць.

Один із заручників описав її так:
«Вона здавалася дуже адекватною. Вона приховувала свої почуття за маскою. Здавалося, наче їй подобається, що вона опинилася в такій ситуації, що люди слухають її і мають бажання поговорити з нею. Вона питала у людей (заручників), чи є у них діти та постійно повторювала: «Все буде добре, все буде добре. Все закінчиться мирно». Вона зняла пояс із тротилом і перекинула його через плече, дуже спокійно».